# Cryphoeca montana
Cryphoeca montana is een spinnensoort uit de familie van de waterspinnen (Cybaeidae).
De wetenschappelijke naam van de soort werd in 1909 gepubliceerd door James Henry Emerton.